# Apocalipse 20
Apocalipse 20 é o vigésimo capítulo do Livro do Apocalipse (também chamado de "Apocalipse de João") no Novo Testamento da Bíblia cristã. O livro todo é tradicionalmente atribuído a João de Patmos, uma figura geralmente identificada como sendo o apóstolo João. Este capítulo é particularmente importante para a doutrina cristã conhecida como milenarismo (ou milenialismo) por apresentar o chamado "Reino Milenar de Cristo".

## Texto
O texto original está escrito em grego koiné e contém 15 versículos. Alguns dos mais antigos manuscritos contendo porções deste capítulo são:
- Codex Sinaiticus (330-360, completo)
- Codex Alexandrinus (400-440, completo)

## Estrutura

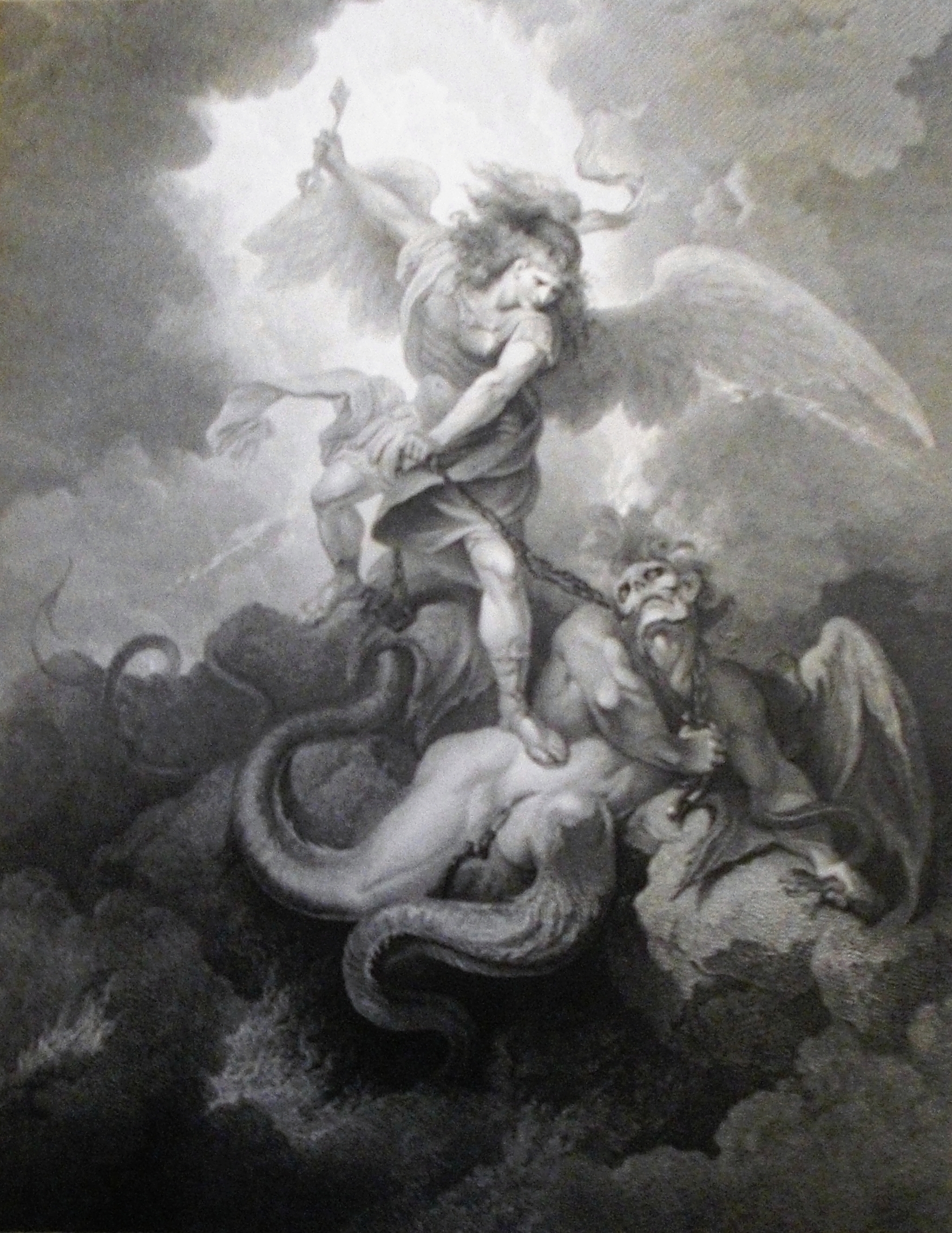
Satã aprisionado por 1000 anos.

Este capítulo pode ser dividido em quatro seções distintas:
- "Satã preso por 1000 anos" (versículos 1-3)
- "Reino de Cristo e os Santos por 1000 anos" (versículos 4-6)
- "Revolta de Satã Esmagada" (versículos 7-10)
- "Julgamento do Grande Trono Branco" (versículos 11-15)

## Conteúdo
João conta que viu um anjo descendo do céu com a chave do "abismo sem fundo" e uma corrente. Ele prendeu o dragão (o Diabo ou Satanás), o amarrou e o lançou no abismo. Ele o trancou lá por mil anos pois "depois disto cumpre que ele seja solto por um pouco de tempo" (Apocalipse 20:1–3). Ele continua narrando o reinado de Cristo "dos que não adoraram a besta nem a sua imagem, e que não receberam a marca na testa nem na mão" durante esses mil anos, o que ele próprio chamou de "primeira ressurreição". Os demais, segundo João, "não viveram até que fossem cumpridos os mil anos". Na doutrina milenarista, esse período é conhecido como "era messiânica" (Apocalipse 20:4–6).
Depois dela, segundo João, Satanás será novamente solto para "seduzir as nações que estão nos quatro cantos da terra, a Gogue e Magogue, e a reuni-las para a guerra, cujo número é como a areia do mar". Suas forças cercaram os santos e a "cidade querida", mas foram derrotados por um "fogo do céu". Satanás foi preso novamente e lançado no abismo sem fundo onde já estavam a besta e o falso profeta, desta vez para sempre (Apocalipse 20:7–10).
Finalmente, João narra um julgamento realizado pelo que estava sentado sobre "um grande trono branco", de grande poder. Foram julgados os mortos de acordo com o que estava escrito no "livro da vida", "pelas coisas que estavam escritas nestes livros segundo as suas obras". Quem não estava escrito no livro da vida foi lançado no lago de fogo, o que João chamou de "segunda morte" (Apocalipse 20:11–15).